# Natranaerobium thermophilus
Natranaerobium thermophilus  è una specie di batterio appartenente alla famiglia delle Natranaerobiaceae.

## Descrizione
(dal gr. θερμός + φίλος) Il batterio riesce a riprodursi a temperature che variano tra i 35 e 56 °C con un optimum a 53 °C.
Si tratta di un batterio anaerobico, gram-positivo, con dimensioni di circa 3–5×0.2–0.4 µm e fortemente alofita: con una tolleranza da 3 a 5 M di Na+. Si sviluppa prevalentemente in ambienti alcalini.
Come tutti i batteri estremofili rappresenta un prezioso soggetto di studio in quanto, lo studio dello stesso, può essere di aiuto nel valutare teorie sulle origini della vita a partire da ambienti caldi, salati e alcalini.